# Muntilanaukko
Muntilanaukko är en sjö i kommunen Nystad i landskapet Egentliga Finland i Finland. Sjön ligger 0,3 meter över havet. Arean är 64 hektar och strandlinjen är 10,75 kilometer lång. Sjön  ingår i Skärgårdshavets kustområde, Åland.   Den ligger omkring 55 kilometer nordväst om Åbo och omkring 200 kilometer väster om Helsingfors. 
I sjön finns öarna Vasikkakari, Letonkari och Siukari. Nordväst om Muntilanaukko ligger Mäntysaari åt nordöst Mustanalhonjärvi. 